# Mylabris interrupta
Mylabris interrupta is een keversoort uit de familie van oliekevers (Meloidae). De wetenschappelijke naam van de soort is voor het eerst geldig gepubliceerd in 1801 door A. G. Olivier.